# Voetballers (Ek van Zanten)
Voetballers is een kunstwerk in Amsterdam-Zuid.
Ek van Zanten beeldde in opdracht van de gemeente Amsterdam twee om de bal strijdende voetballers af. Amsterdam wilde bij het Olympisch Stadion een eerbetoon aan de Nederlandse voetballers die tijdens het Wereldkampioenschap voetbal 1974 (en wellicht ook 1978) als tweede eindigden. Van Zanten was destijds bekend als beeldhouwer van sporters (basketballers, honkballers, waterpoloërs). Hij kwam met twee levensgrote voetballers aan, waarbij een verdediger door middel van een sliding de bal probeert te veroveren van de aanvaller.
Het kunstwerk werd op 17 oktober 1979 onthuld bij de hoofdingang van het stadion nabij de marathontoren door twee achtereenvolgende wethouders van sportzaken (Harry (A.A) Verhey en Louis Kuijpers) in aanwezigheid van Rinus Michels, de trainer van het elftal uit 1974. Bij een grootscheepse herinrichting van het voorplein van het stadion in 2007 kwam het aan de achterkant te staan, daar waar de Johan Cruyff Foundation haar kantoor houdt.
Een betonnen plaat legt sinds 2007 abusievelijk uit:
"Bronzen beeld Johan Cruyff en Berti Vogts.
Ruim dertig jaar was het een vertrouwd gezicht aan de voorzijde van het Olympisch Stadion: het standbeeld van twee voetballers. Het is een weergave van de eerste minuut van de WK-finale van 1974 tussen West-Duitsland en Nederland, toen Johan Cruyff werd neergehaald in het Duitse strafschopgebied. De daaropvolgende penalty van Johan Neeskens zorgde voor de Nederlandse bliksemstart. Het beeld werd geplaatst in 1978 en werd in 2007 verplaatst naar de huidige positie naast het Johan Cruyff Court."

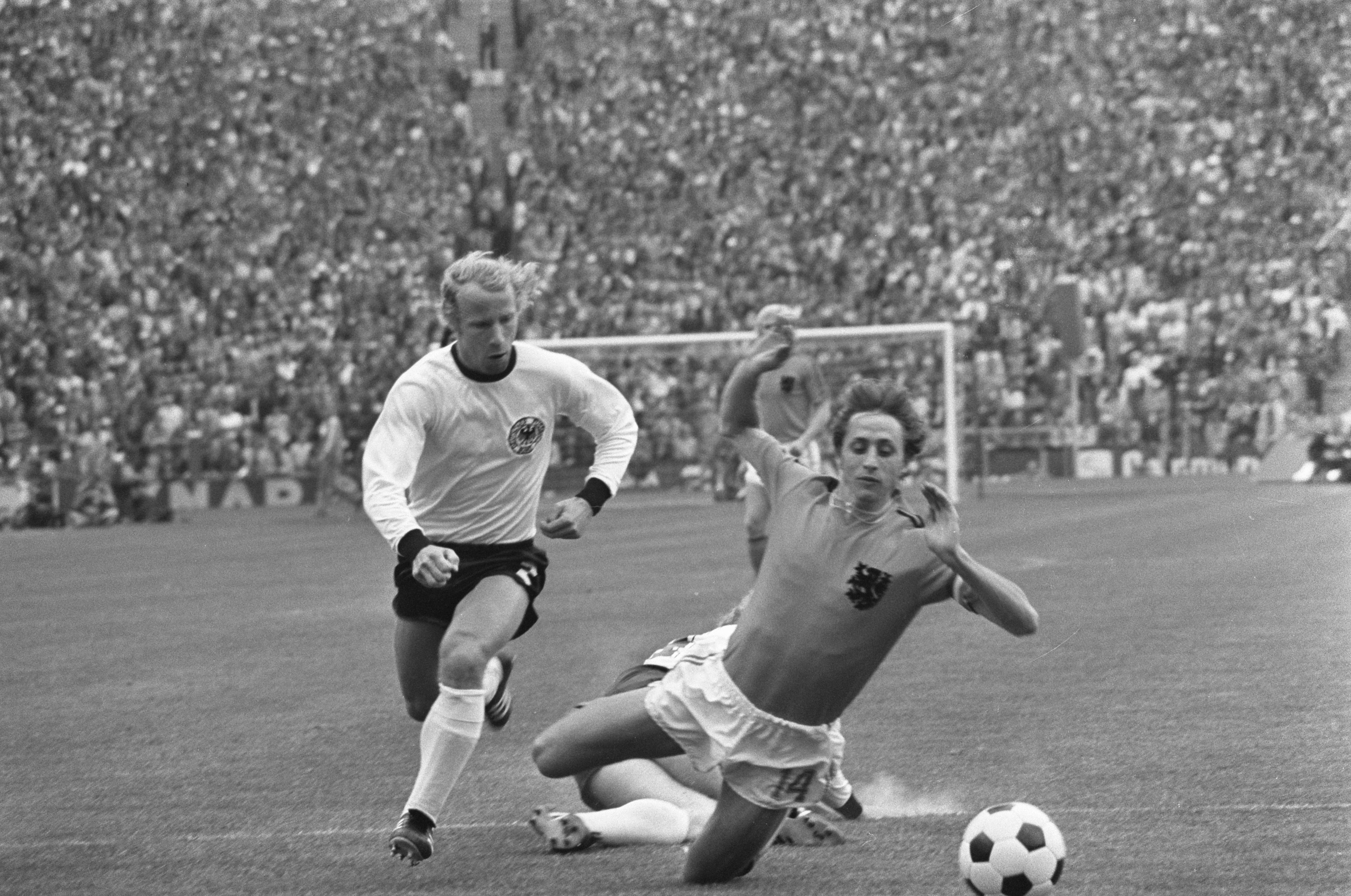
Cruyff met de nog lopende Vogts; Hoeneß ligt achter Cruyff (1974)
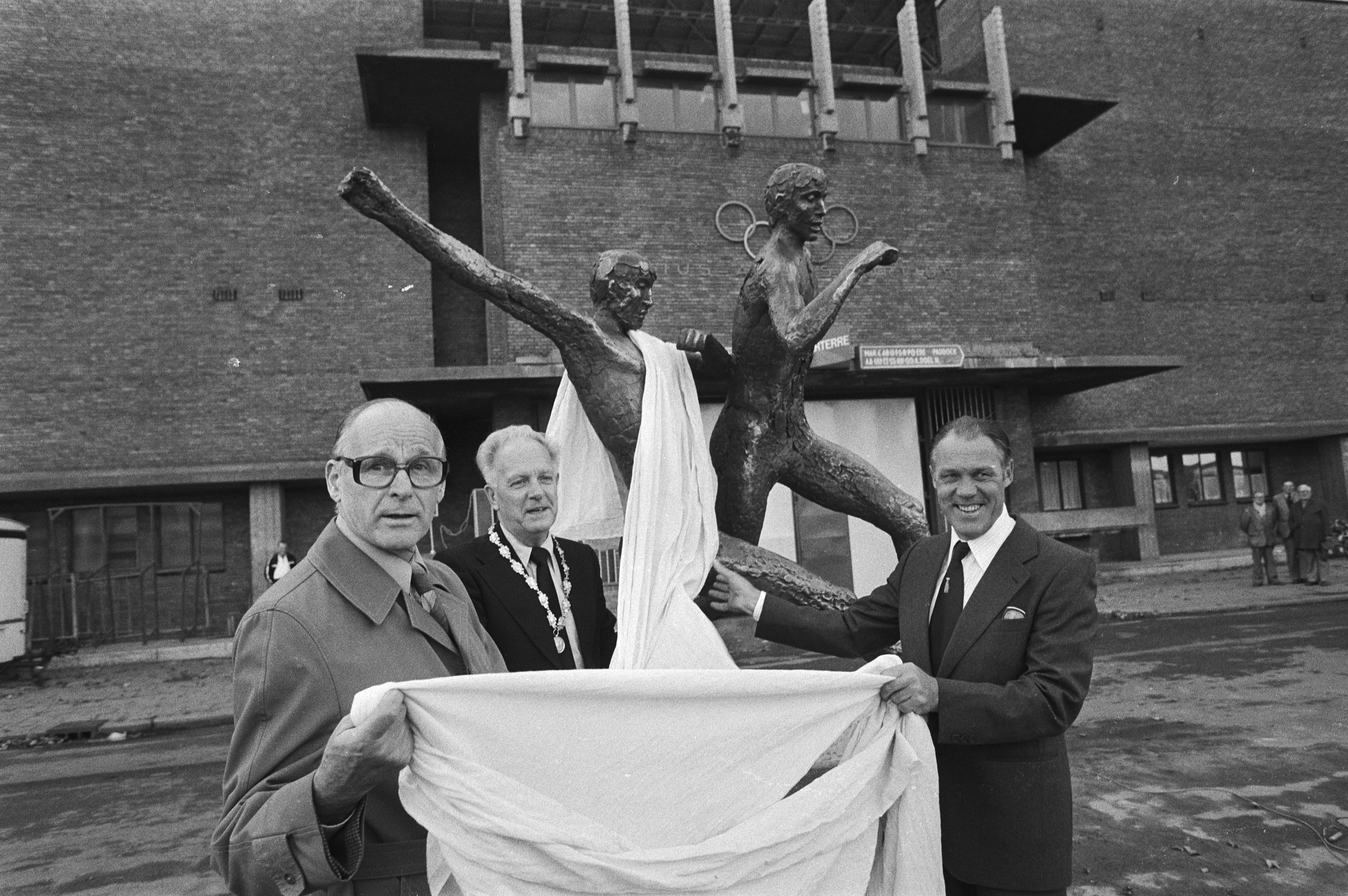
Onthulling met Rinus Michels (17 oktober 1979)